# Trachelospermum axillare
Trachelospermum axillare är en oleanderväxtart som beskrevs av Joseph Dalton Hooker. Trachelospermum axillare ingår i släktet Trachelospermum och familjen oleanderväxter. Inga underarter finns listade i Catalogue of Life.